# Неджвиця-Косьцельна
Неджвиця-Косьцельна (пол. Niedrzwica Kościelna) — село в Польщі, у гміні Неджвиця-Дужа Люблінського повіту Люблінського воєводства.
Населення — 1555 осіб (2011).
У 1975-1998 роках село належало до Люблінського воєводства.

## Демографія
Демографічна структура станом на 31 березня 2011 року:
|          | Загалом | Допрацездатний вік | Працездатний вік | Постпрацездатний вік |
| -------- | ------- | ------------------ | ---------------- | -------------------- |
| Чоловіки | 750     | 166                | 502              | 82                   |
| Жінки    | 805     | 178                | 451              | 176                  |
| Разом    | 1555    | 344                | 953              | 258                  |